# Lika (Fluss)
Die Lika ist ein Karstfluss in Kroatien. Sie ist 77 km lang und hat keinen oberirdischen Abfluss. Sie befindet sich in der historischen Landschaft Lika im westlichen Kroatien zwischen den Gebirgszügen des Velebit und der Mala Kapela und durchfließt das verkarstete Ličko polje, mit rund 700 km² das größte Polje.

## Verlauf

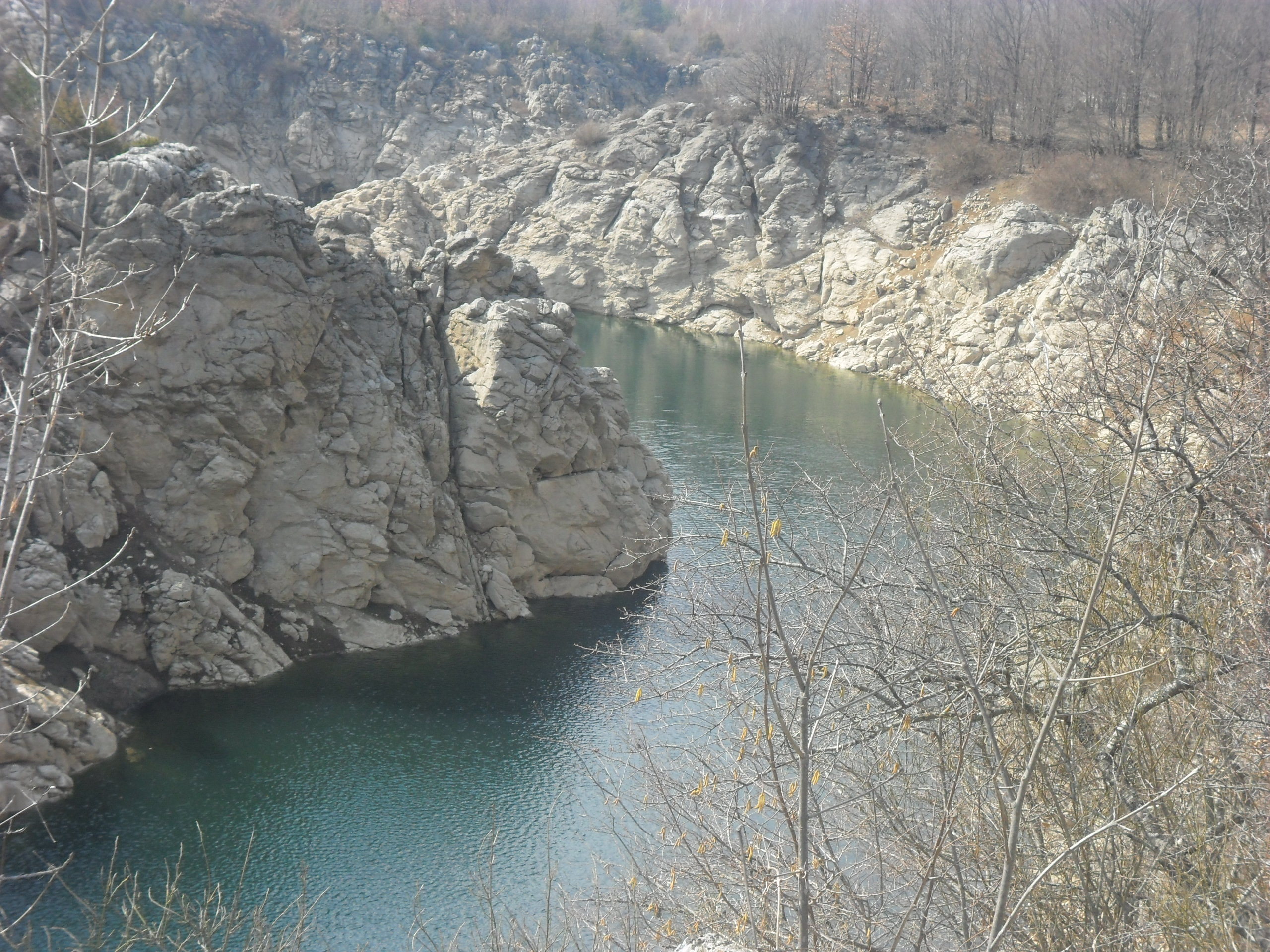
Die Lika

Die Lika entspringt in der Nähe des Dorfs Kukljić und fließt in nordwestlicher Richtung an Gospić vorbei ab. Sie durchfließt dabei den Stausee Kruščicko jezero (mit dem Wasserkraftwerk Hidroelektrana Sklope). Bei Lipovo Polje versinkt das Wasser in mehreren Ponoren und fließt unterirdisch zum Adriatischen Meer.

## Hydrologie
Ein Teil des Wassers der Lika wird bei Lipovo Polje durch den Tunnel Lika-Gacka zur Gacka bei Otočac abgeleitet. Das Einzugsgebiet hat eine Fläche von 1014 km². Die durchschnittliche Abflussmenge beträgt bei der Station von Bilaj 7,33 m³/s.
Bonacci/Andrić bemerken: "The Lika River has a completely torrential and intermittent hydrological
regime. It dries up very often, during the last twenty years practically every year ..."